# Parobeidia
Parobeidia là một chi bướm đêm thuộc họ Geometridae.